# Vera Traub
Vera Traub (née à Fribourg-en-Brisgau) est une mathématicienne allemande.

## Biographie
Traub a obtenu son doctorat en 2020 sous la direction de Jens Vygen à l'Université de Bonn (titre de la thèse : Approximation Algorithms for Traveling Salesman Problems). Elle a ensuite passé deux années comme postdoc à l'École polytechnique fédérale de Zurich au sein du groupe de recherche de Rico Zenklusen. Depuis septembre 2022, Traub est professeur junior à l'Institut de recherche en mathématiques discrètes de l'Université de Bonn, institut qui fait partie du Centre Hausdorff pour les mathématiques.

## Recherche
Traub travaille dans le domaine de l'optimisation combinatoire. Elle a ainsi amélioré, dans le cadre de sa thèse, les algorithmes d'approximation pour le problème du voyageur de commerce.

## Prix et distinctions
- 2018 : SODA Best Paper Award avec Jens Vygen au SIAM Symposium on Discrete Algorithms[2].
- 2019/2020 : Prix Hausdorff du Département de mathématiques de l'Université de Bonn pour l'année universitaire 2019/2020[3].
- 2020 : Prix de thèse de l'European Association for Theoretical Computer Science[4].
- 2022 : Prix Richard Rado 2022 de la section Mathématiques discrètes de la Deutsche Mathematiker-Vereinigung.
- 2023 : Prix Maryam Mirzakhani New Frontiers de la Breakthrough Prize Foundation.
- 2023 : Prix Heinz-Maier-Leibnitz de la Fondation allemande pour la recherche.

## Publications (sélection)
- Vera Traub et Jens Vygen, « An Improved Approximation Algorithm for The Asymmetric Traveling Salesman Problem », SIAM Journal on Computing, vol. 51, no 1,‎ février 2022, p. 139–173 (DOI 10.1137/20M1339313)
- Vera Traub et Jens Vygen, « Approaching 3/2 for the s-t-path TSP », Journal of the ACM, vol. 66, no 2,‎ 7 mars 2019, p. 14:1–14:17, article no 14 (DOI 10.1145/3309715)
- Approximation Algorithms for Traveling Salesman Problems. Thèse, 2020, Rheinische Friedrich-Wilhelms-Universität Bonn, Lire en ligne.

## Articles liés
Les deux autres lauréates du prix Maryam Mirzakhani New Frontiers de 2023 sont :
- Jinyoung Park
- Maggie Miller